# 田辺光彰
田辺 光彰（たなべ みつあき、1939年2月15日 - 2015年3月30日）は、日本の彫刻家。

## 来歴
1939年（昭和14年）、神奈川県横浜市生まれ。神奈川県立横浜翠嵐高等学校、多摩美術大学彫刻科を卒業後、イサム・ノグチと出会い、影響を受ける。巨大なステンレス鋼製のモニュメント作品を数多く手がけ、農業、野生稲、種の保全などをテーマに活動した。2015年（平成27年）3月30日、肺炎のため川崎市の病院で死去。76歳没。

## 主な作品

『さく』（長野県佐久市）

- 『さく』 - 1983年。長野県佐久市、佐久市立近代美術館 油井一二記念館の前庭に設置[3]。
- 『遙かなるもの・横浜』「貝」「花壇」 - 1987年。神奈川県横浜市中区、横浜港本牧埠頭の突堤に設置[3]。
- 『SEOUL・籾・熱伝導』 - 1987年。大韓民国、国立現代美術館に設置[3]。
- 『直江津』 - 1988年。新潟県上越市、直江津港に設置[3]。
- 『MOMI（野生稲の発芽-2）』-1994年。母校である、神奈川県横浜市神奈川区、神奈川県立横浜翠嵐高等学校の開校80周年に際し、正門横に設置。
- 『メコンリバー』 - 2002年。神奈川県横浜市港北区、横浜市立下田小学校に設置[3]。
- 『KADIMAKARA（爬虫類・MOMI - 2006）』 - オーストラリア、マリーバ（英語版）・ウェットランドに設置[3]。
- 『THE SEED 2009 / MOMI IN SITU CONSERVATION』（種・2009〜野生稲の自生地保全） - 2009年。ノルウェー・スヴァールバル世界種子貯蔵庫の最深部VIPルーム壁面にて永久展示[2][5]。